# Brousse
Brousse é uma comuna francesa na região administrativa de Auvérnia-Ródano-Alpes, no departamento Puy-de-Dôme. Estende-se por uma área de 23,17 km². Em 2010 a comuna tinha 342 habitantes (densidade: 14,8 hab./km²).